# Falanges Libanesas
El Partido de las Falanges Libanesas (en árabe: حزب الكتائب اللبنانية‎, romanizado: Hizb Al-Katā'ib Al-Lubnaniya; en francés: Phalanges libanaises), conocido también como Falanges Libanesas, Falange Libanesa o Kataeb («falanges»), es un partido político de la derecha política del Líbano fundado en 1936 por Pierre Gemayel. 
Su nombre oficial es Partido Demócrata Social, en la práctica la mayoría de sus miembros y apoyo social proviene de la Iglesia maronita, la denominación cristiana más numerosa del país. Actualmente defienden una política de alejamiento de Siria, frente a otras organizaciones libanesas como Hezbolá de alineación prosiria. Desde su fundación ha sufrido varias crisis internas y varias escisiones.

## Historia
Las Falanges Libanesas surgen el 5 de noviembre de 1936 como una organización estudiantil, de la mano del farmaceuta Pierre Gemayel, Charles Helou, Emile Yared y Georges Naccache. Inspirado en la Falange Española de José Antonio Primo de Rivera y en el fascismo italiano, aparece como movimiento nacionalista opuesto a la colonización francesa en Líbano desde el principio, colaborando inicialmente con los sunitas de Al-Nayyada. Su lema es Dios, Patria y Familia. A diferencia de otras organizaciones anticoloniales de países árabes, se consideran fenicistas, es decir, defienden una identidad particular libanesa descendiente a su pasado fenicio. No obstante, se incorporaron al Partido pequeños grupos de cristianos de otras confesiones y musulmanes partidarios de un nuevo Estado independiente y moderno, de tipo corporativo, alejado del nacionalismo árabe predominante en Oriente Medio.
El 15 de noviembre de 1936, en el estadio del ferrocarril de Furn el Shebbak, varios jóvenes recibieron entrenamiento militar básico. El 10 de enero del siguiente año, marcharon desde dicha ciudad hacia Beirut, siendo su primera aparición pública, seguida de la apertura de una rama falangista en Hammana.
En el marco de la disputa entre Bechara el Khoury y Émile Eddé, Pierre Gemayel fue elegido como jefe al ser el único líder falangista neutral frente a este caso el 27 de abril de 1937, terminando el periodo de liderazgo colectivo. El 22 de noviembre del mismo año, el partido no logró celebrar su primer aniversario después de que Gemayel fuese herido en la cabeza y detenido tras choques con los franceses. El partido considera este incidente como un "bautismo de fuego" y, desde ese entonces, el partido celebra su aniversario en este día. En 1939, apareció el periódico falangista, "Amal", y su versión en francés, "Action". En 1941, se creó una sección de mujeres, algo nunca antes visto en una organización política de Oriente Medio.
En 1942, las Falanges se adhieren al reclamo por la independencia, y el partido se une al Movimiento Islámico Nayyada y otros para alcanzar este objetivo. En 1943, el Líbano se independiza, y el partido es reconocido legalmente en la nueva nación libanesa el 27 de noviembre del mismo año por decreto.

### Tras la independencia
La afluencia de refugiados palestinos al Líbano tras la guerra árabe-israelí de 1948 fue interpretado por el Kataeb como una amenaza dado que, al ser los refugiados mayoritariamente musulmanes, alteraban la delicada composición multiétnica del Líbano, país cuya vida política descansaba en el equilibrio de fuerzas entre las diferentes confesiones religiosas. Para inicios de los años 50, había 400.000 refugiados en un país de dos millones y medio de habitantes. Por esto, el partido miró hacia los palestinos con sospecha y desconfianza, especialmente tras el llamado del presidente egipcio Gamal Abdel Nasser para construir una República Árabe Unida (RAU) en 1958, idea que no fue rechazada por los musulmanes libaneses y palestinos, y que chocaba directamente con la ideología Falangista. El partido se opondrá tanto al arraigo palestino en suelo libanés como a las actividades de la OLP. 
Su fundador, Pierre Gemayel, se presentó a las elecciones parlamentarias en 1951, representando al Partido Falangista por primera vez.  
En 1958, al desencadenarse una grave crisis causada por el nacimiento de la RAU y el apoyo dado a ella por los musulmanes, las Falanges Libanesas mostraron un férreo apoyo al gobierno de Camille Chamoun contra la recién creada República. En dicha crisis, los Falangistas tomaron las armas. La crisis acaba con el desembarco de marines estadounidenses en Beirut y la salida de Chamoun.  
En 1964, el partido falangista se une a la Triple Alianza junto al PNL de Chamoun y el Bloque Nacional de Raymond Eddé, hijo de Émile Eddé. Tras la guerra de los Seis Días, nuevos refugiados palestinos y miembros de milicias llegan al sur del Líbano, desestabilizando la situación otra vez; Los ataques de la OLP contra Israel desde territorio libanés se volvían más frecuentes, además, hubo varios enfrentamientos entre el Ejército Libanés, Tanzim y los palestinos. 
En 1970, el bloque cristiano y las Falanges apoyaron a la candidatura de Elias Sarkis, que perdió la elección por un solo voto frente a Suleiman Frangieh, gracias a los parlamentarios drusos de Kamal Jumblatt. Bajo la presidencia de Frangieh, las tensiones alcanzaron un punto máximo, en especial tras el Septiembre Negro, en el cual la OLP fue expulsada desde Jordania hacia el Líbano. Entre 1972 y 1975, el tamaño de las Falanges aumentó hasta tener 85.000 miembros, ya que la comunidad cristiana se sintió amenazada por la presencia armada palestina. 
En vísperas de la guerra civil libanesa, el Kataeb tendrá una de las principales organizaciones armadas del país. Bashir Gemayel, hijo del fundador del movimiento, tuvo en sus manos el liderazgo del ala militar del partido, las Fuerzas Reguladoras Kataeb.

### Las Falanges durante la guerra civil
El domingo, 13 de abril de 1975, el líder de las Falanges, Pierre Gemayel, sufre un intento de asesinato en la iglesia de Notre Dame de la Délivrance al salir de un bautizo en Ain el Remmaneh, por parte del FPLP, causando la muerte de Joseph Abou Assi (padre de la niña bautizada) y otros falangistas. El mismo día, falangistas abren fuego contra un bus lleno de refugiados palestinos y miembros del Frente por la Liberación Árabe, asesinando a 27 e hiriendo a 19 pasajeros. Lo que se conoce como la "Masacre del Bus" da inicio a la guerra civil. El movimiento falangista libanés estaba en guerra abierta contra las milicias palestinas y las organizaciones libanesas que las apoyaban. El primer ministro, Rashid el Solh, intenta presionar a Gemayel para entregar a los responsables, pero este se niega y explica que su partido ya no reconoce al gobierno. 
Las falanges atacan campos de refugiados palestinos (usados como bastiones militares por la OLP) con el apoyo de organizaciones aliadas, y, durante la batalla de Tel el Zaatar, se crea el Frente Libanés, una coalición para coordinar a los partidos de derecha, bajo el liderazgo de Bashir Gemayel. Las Falanges eran la columna vertebral de lo que se consideraba como la resistencia cristiana. Cada distrito falangista tenía unidades propias para movilizar cuando fuese necesario. 
En 1978, sucede la Masacre de Ehden, donde falangistas y miembros del TTC matan al líder del Movimiento Marada en represalia por el asesinato de un funcionario falangista. 
En 1980, por tensiones entre el PNL y las Falanges, Bashir Gemayel ataca Safra, causando la eliminación de la milicia armada Ahrar. Ese mismo año, las Fuerzas Libanesas aparecen, una unión de todas las organizaciones cristianas en una sola. 
En 1982, Israel invade el territorio libanés y fuerza la salida de la OLP y las demás organizaciones armadas palestinas. Bashir Gemayel, que inicialmente contó con apoyo armamentístico de los israelíes, se niega a firmar un acuerdo de paz con ellos y no comparte la idea de que Israel se sobreponga sobre el sur del país, ya que, en su opinión, era necesario apaciguar las relaciones con los musulmanes y países árabes. Más tarde, es elegido presidente libanés, pero cae asesinado antes de tomar posesión, junto a otros 40 falangistas, a manos de un miembro libanés del PSNS, Habib Shartouni. 
En venganza por el asalto de decenas de localidades y las muertes de miles de cristianos durante la década de 1970, y enfurecidos por el reciente asesinato de Gemayel, las Fuerzas Libanesas, lideradas por Elie Hobeika, entran en dos campamentos de refugiados palestinos la noche del 16 al 17 de septiembre, y asesinan a varios cientos de refugiados en lo que se conocerá como las Matanzas de Sabra y Chatila. 
A Bashir le sucedió su hermano Amin. Durante los gobiernos falangistas se propicia la ocupación del país por el ejército sirio como modo de acabar la guerra, aunque más adelante esto generaría importantes tensiones internas. Bashir es sucedido por su primo en las FL, Fadi Frem, aunque este es sustituido por Fouad Abou Nader tras las presiones de Amin. Abou Nader es derrocado por Elie Hobeika en 1985, y este mismo también cae derrocado por el descontento causado al firmar el Acuerdo Tripartito y es reemplazado por Samir Geagea. A pesar de no oponerse a Amin Gemayel, Geagea hace que, en la práctica, las FL se transformen en una organización totalmente independiente del Kataeb.

### La posguerra
Pierre Gemayel, que se mantenía como jefe de las Falanges aunque el liderazgo de facto durante la guerra había correspondido a su hijo, muere en 1984. Le suceden Elie Karameh (1984-1986) y George Saade (1986-1998). 
Al acabar su mandato presidencial, Amin Gemayel elige al general Michel Aoun como sucesor, decisión no ratificada por el parlamento y que causa la división entre dos gobiernos; Uno cristiano, apoyado por Irak, y otro musulmán, por Siria. Aoun declara una Guerra de Liberación contra Siria, niega el Acuerdo de Taif y no reconoce a los presidentes elegidos (René Moawad y Elias Hrawi), y de paso ataca a las FL de Geagea. Aoun pierde este conflicto y se refugia en la embajada francesa, para después exiliarse por unos años. 
Se acentúan en el partido las disensiones internas a propósito de la presencia siria en el país. Amin Gemayel, contrario a la misma, abandona el país.

## La decadencia del Kataeb
Poco a poco, los falangistas libaneses van perdiendo influencia y presencia de modo gradual por diversos motivos, lo que también origina distintas crisis internas y desemboca finalmente en distintas escisiones:
- Durante la guerra civil predominó el brazo paramilitar, las Fuerzas Libanesas, sobre el político de la organización, que terminará con la independencia de este.
- La permanente intromisión de las intervenciones militares de Israel.
- Presencia e influencia de Siria.
- Aparición de nuevos líderes y partidos como Michel Aoun y el Movimiento Patriótico Libre.
- Desaparición por diversos motivos de los líderes más carismáticos.

Entre 1996 y 1998, el Kataeb se fragmenta por disputas y tensiones sobre el Acuerdo de Taif. Un lado apoyó a Georges Saadeh, pro-Taif, y otro a Gemayel, anti-Taif. Al terminar el mandato presidencial de Amin Gemayel, este deja el país, como ya se mencionó. La situación falangista es cada vez más precaria: Boutros Khawand, dirigente falangista, opuesto también a la ocupación siria, es secuestrado el 5 de septiembre de 1992 y al parecer confinado ilegalmente en el centro de detención de Palmira, en Siria. El sucesor de Saadeh al frente del partido, Munir al-Hajj, intentará una aproximación a Damasco que será fuertemente contestada por los militantes.
En las elecciones legislativas de 2000 se presenta Munir al-Hajj junto al prosirio Michel Murr, entonces ministro del Interior, en una lista en la que figuraban también miembros del Partido Social Nacionalista Sirio, favorable a la reintegración del Líbano en Siria y combatiente durante la guerra civil contra las Fuerzas Libanesas. Fue derrotado y desplazado de la dirección. 
Para sucederle compitieron dos candidatos: el antisirio Amin Gemayel, que regresa de su exilio, y el prosirio Karim Pakradouni. Será elegido este último gracias a importantes injerencias de la inteligencia siria en el proceso electoral interno, lo que provoca una escisión de facto en la organización entre partidarios de uno u otro:
- Amin Gemayel, funda el Movimiento Reformista Kataeb, también llamado Kataeb: Al-Qaeda (Kataeb: La base) y pasa a integrar una coalición liderada por el partido sunnita Movimiento Futuro. Junto a su hijo, Pierre Amine, se oponen a la línea oficial del partido.
- Karim Pakradouni, líder del partido Partido Kataeb Libanés, se integra en la coalición pro-siria con Amal, Hizbulá y el PSNS.

El 14 de febrero de 2005 es asesinado en Beirut el primer ministro Rafik Hariri, que después de otras diversas muertes de políticos y periodistas de alineación antisiria, desencadena la llamada Revolución del Cedro para condenar y obligar a Siria a abandonar el país de forma definitiva. En esta etapa los militantes de las Fuerzas Libanesas muestran una gran actividad y en abril el Ejército sirio se retira. 
El 21 de noviembre de 2006 es asesinado otro miembro del partido y de la familia Gemayel: Pierre Amine Gemayel, ministro de Industria. Sus partidarios acusan a Siria de estar detrás del atentado.
En 2007, Amin retoma el control del partido. El 19 de septiembre del mismo año, Antoine Ghanem, diputado del Parlamento libanés y militante falangista, es asesinado en un atentado con coche bomba. Nuevamente el partido acusa a los servicios secretos sirios de su muerte.

## Actualidad
Tras haber sido presidente del partido entre 2007 y 2015, Amin es sustituido por su hijo, Samy Gemayel. Samy se apartó de la política tras sus estudios y tras haber sido jefe estudiantil del partido, pero el asesinato de su hermano, Pierre, le determinó a volver al activismo. Dirigió el Comité Central, y luego la totalidad de la organización. En 2018, el partido mantuvo a tres diputados: Samy Gemayel, Nadim Gemayel, y Elias Hankach. Tras la explosión del puerto de Beirut en 2020, el secretario general del partido, Nazar Najarian, falleció. Como consecuencia, los tres diputados falangistas renunciaron hasta que se resolviese el caso de las explosiones.

## Presidentes de las Falanges Libanesas
- Pierre Gemayel (1936-1984)
- Elie Karamé (1984-1986)
- Georges Saadeh (1986-1998)
- Mounir al-Hajj (1998-2001)
- Karim Pakradouni (2001-2007)
- Amin Gemayel (2007-2015)
- Samy Gemayel (desde 2015)

## Otras personalidades
- Richard Millet[2]
- Jocelyne Khoueiry